# Polygonia

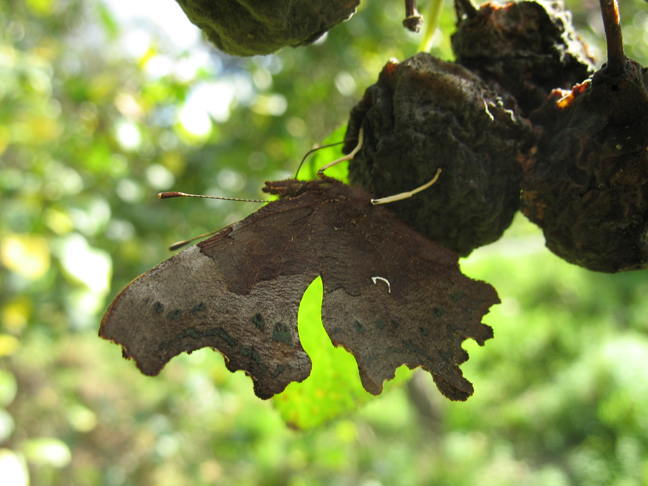
P. c-album mostrando as asas angulosas e a típica marca em vírgula.

Polygonia (do grego: πολύς - polys, "muitos" e γωνία - gōnia,  "ângulo") é um género de borboletas caracterizado pela presença de uma conspícua marca branca, em forma de vírgula, na face inferior de cada uma das asas traseiras (o que lhe mereceu o nome comum de borboleta-vírgula). As espécies que integram este género apresentam o bordo exterior das asas frontais profundamente recortado, com profundas reentrâncias angulosas. A presença de asas recortadas com reentrâncias angulosas é comum ao género Nymphalis, no qual o género Polygonia é por vezes incluído. Muitas espécies do género Polygonia hibernam na fase adulta.

## Espécies
Listagem por ordem alfabética:
- Polygonia c-album (Linnaeus, 1758)
- Polygonia c-aureum (Linnaeus, 1758)
- Polygonia comma (Harris, 1842)
- Polygonia egea (Cramer, 1775)
- Polygonia faunus (Edwards, 1862)
- Polygonia g-argenteum Doubleday & Hewitson, 1846
- Polygonia gigantea (Leech, 1883)
- Polygonia gracilis (Grote & Robinson, 1867)
- Polygonia haroldii Dewitz, 1877
- Polygonia interposita (Staudinger, 1881)
- Polygonia interrogationis (Fabricius, 1798)
- Polygonia oreas (Edwards, 1869)
- Polygonia progne (Cramer, 1775)
- Polygonia satyrus (Edwards, 1869)
- Polygonia undina (Grum-Grshimailo, 1890)
- Polygonia zephyrus (Edwards, 1870)

## Galeria

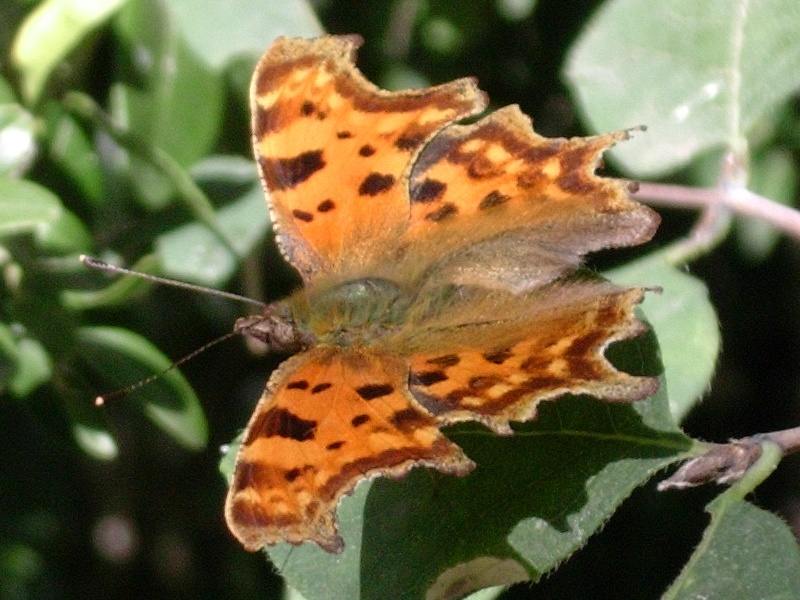
Polygonia c-album
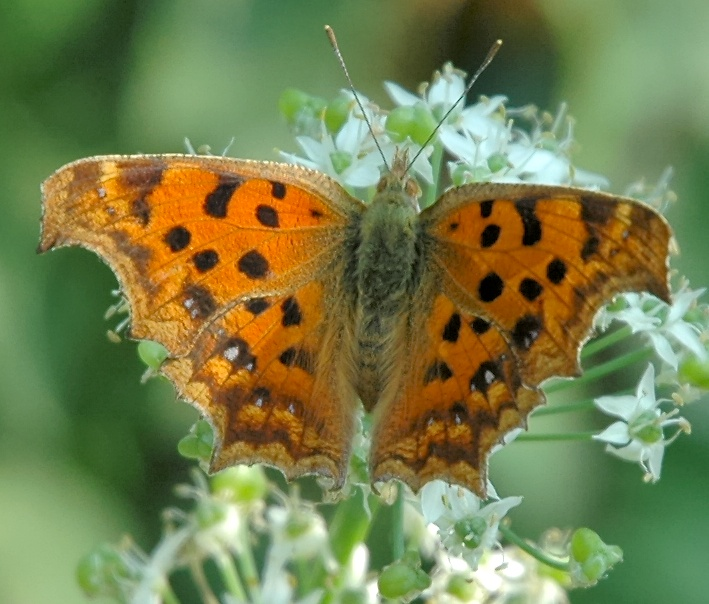
Polygonia c-aureum
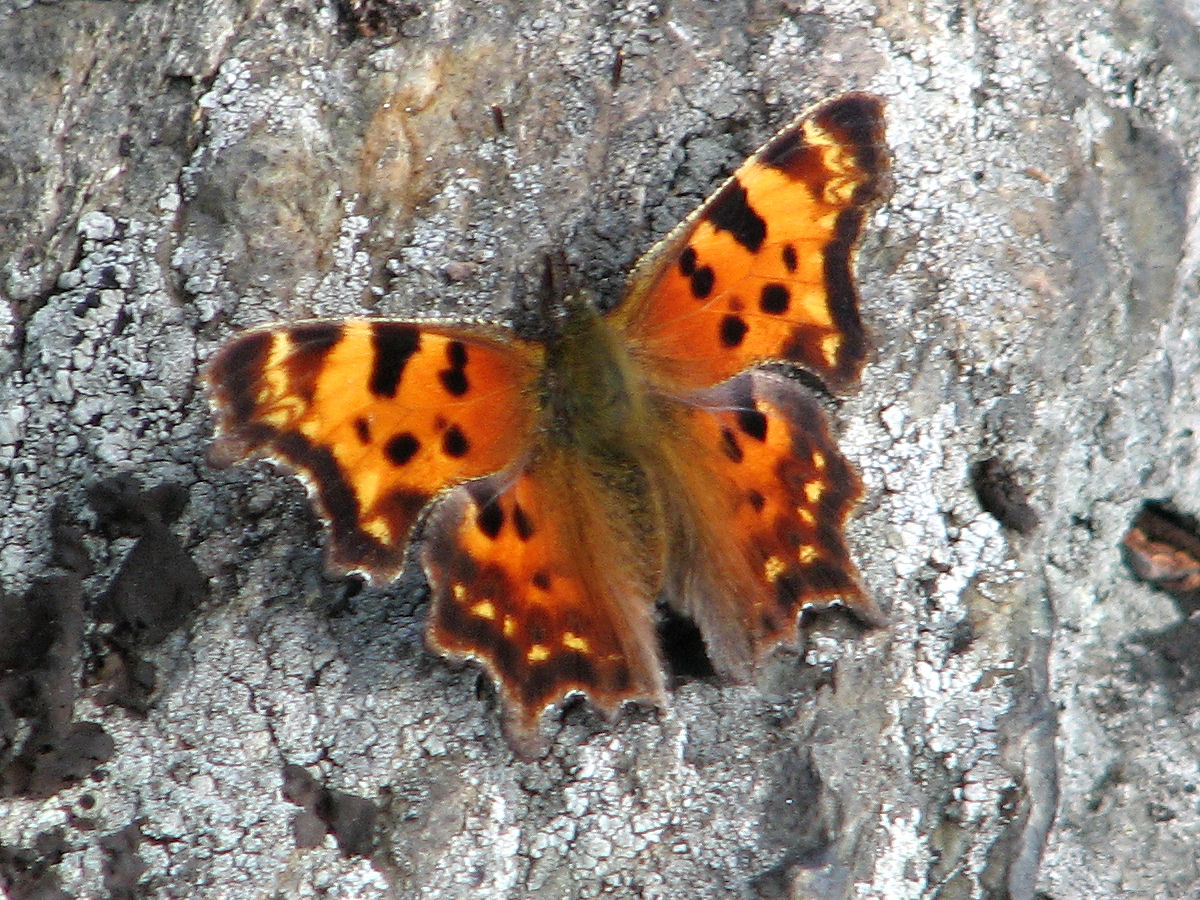
Polygonia comma
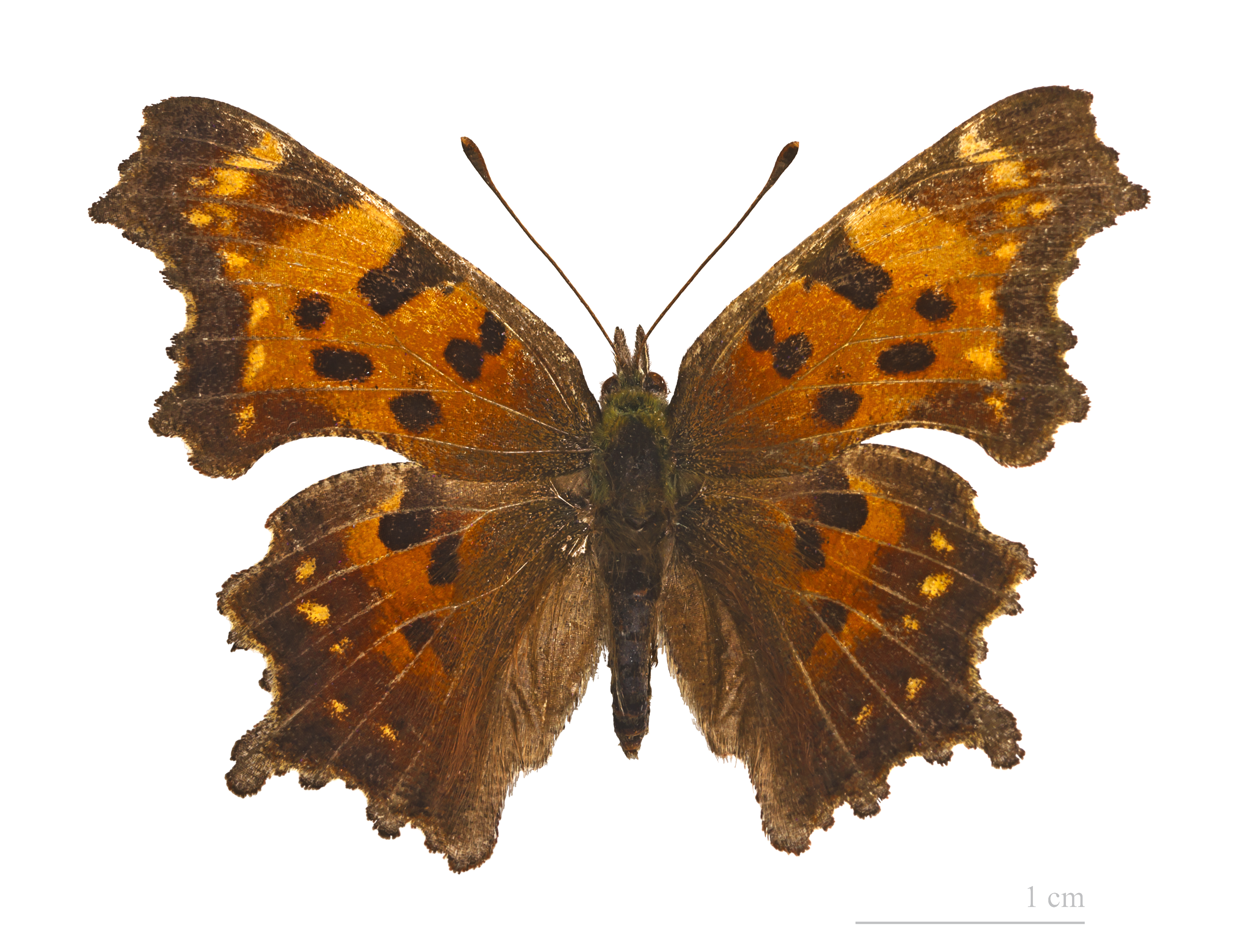
Polygonia faunus
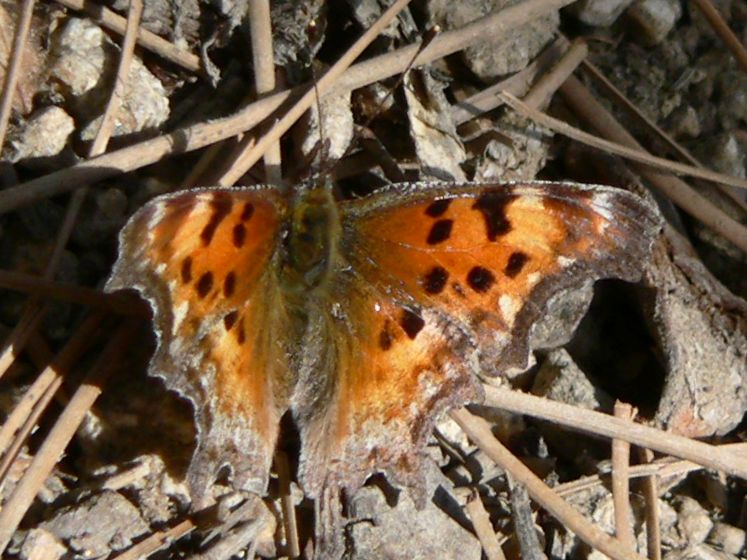
Polygonia gracilis